# Tvål

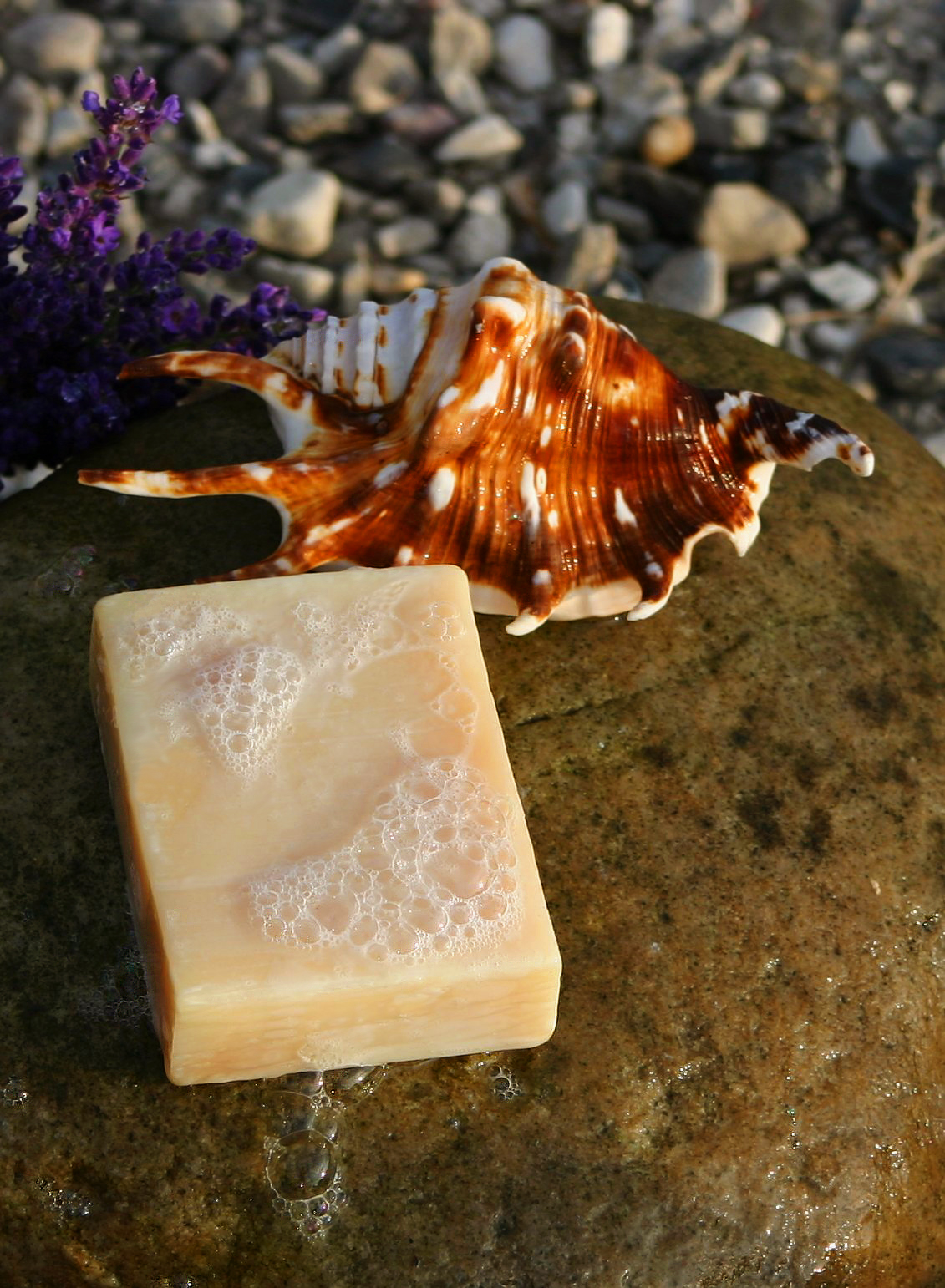
Handgjord tvål.

Tvål är ett rengöringsmedel som består av främst natriumsalter, men även kaliumsalter, av olika fettsyror. Tvål kan även vara ett samlingsbegrepp för både natriumtvål och kaliumsåpa. Produkten finns i både fast och flytande form.
Tvål fungerar genom att den sänker vattnets ytspänning och emulgerar fetter.

## Funktion
När vatten och olja blandas kommer de båda vätskorna att skiktas. Denna skiktning leder till att det kan vara svårt att vid exempelvis handtvätt tvätta bort oljebaserad smuts med endast vatten. Att ofta tvätta just händerna med tvål är särskilt viktigt eftersom händerna är vanliga smittspridare i samband med att man tar på saker, andra personer eller petar sig i ansiktet. Fingervarmt vatten är heller inte tillräckligt varmt för att döda alla bakterier. Tvål bryter upp smutsen i oljedroppar som sedan kan sköljas bort. Dropparna bildas eftersom tvål är gjort av molekyler som både attraherar och repellerar vatten, tensider. Den vattenrepellerande komponenten blandas samtidigt med oljan och tillsammans leder dessa båda egenskaper till droppbildning.

## Tillverkning
Vid tvålframställning kokas fetter med natriumhydroxidlösning och under kokningen genomgår fettet en hydrolys och sönderdelas till glycerol och fettsyror. När hydrolysen är genomförd fälls sedan tvålen ut genom en tillsats av natriumklorid (salt), så kallad utsaltning. Tvålen tillvaratas och efterbehandlas på olika sätt:
- tvättning
- torkning
- parfymering
- pressning eller stansning till lämpliga former.

Den kvarvarande vätskan från förtvålningen är ganska rik på glycerol från fettet och brukar renas och säljas vidare.
En alternativ metod är att blanda fria fettsyror med natriumhydroxid och erhålla tvålen direkt.

### Galltvål
Tvål kan blandas med galla från slaktade djur. Denna blandning, som kallas galltvål, kan tillämpas på textilier några timmar innan tvätt och är en traditionell och ganska effektiv metod för att undanröja olika typer av svåra fläckar.

## Historia
Tvålliknande substanser användes i forntida Indien och Babylonien 2 800 f.Kr. Det första kända receptet för tillverkning av tvål är från just Babylonien, men något yngre; 2 200 f.Kr.
Även i faraonernas Egypten och i Romerska riket användes tvål, men det var först under sent 1800-tal som den fasta, fyrkantiga tvålen började användas.
Tvål i det medeltida Norden innehöll troligtvis både talg från slaktade djur och fiskolja, vilken antas ha haft en mycket motbjudande lukt. Under 1600-talet tillverkades tvål genom att animaliskt eller vegetabiliskt fett kokades i asklut. Fram till år 1820 var talg råvara för tvålfabrikerna, därefter följde bomolja (för s.k. Marseilletvål(en)) och senare även kokosolja och palmolja. Den tillverkades vanligtvis med en blandning av fett (till exempel olivolja) och natriumhydroxid, via en process som kallas saponifiering (förtvålning). I mitten av 1850-talet fick den fasta tvålen sitt traditionella utseende och började spridas globalt. År 1912 tillverkades 4567 ton tvål i Sverige.

### Kulturhistoria
Trots att tvål är en tämligen ny produkt har dess användning blivit så omfattande att det knappt finns några kulturer på jorden där inte tvålanvändning är förhärskande. Till det bidrar att tvål kan framställas med industriella metoder och att många olika slags fettprodukter kan användas som råvara, även avfall från slakteriverksamhet. Tvål fungerar som en basartikel i allt hälsovårdsarbete, både för kroppsrengöring, klädtvätt och lokalrengöring. I de senare funktionerna, liksom för disk har dock andra rengöringsmedel blivit allt vanligare.
Tvålen har gjort avtryck i populärkulturen genom bland annat begreppet "tvålopera" (soap opera, indirekt via tvålbolags sponsring av tidiga sådana). Tvålen har också besjungits av Povel Ramel i Var är tvålen? och av Aston Reymers Rivaler i låten Tvål.

## Olika ord
I svenskan skiljer man mellan tvål och såpa. Rent historiskt avser man med tvål natriumsalter av fettsyror medan man med såpa avser kaliumsalter av fettsyror. Natriumtvålar har ofta en hård konsistens medan kaliumsåpor ofta har en mjuk konsistens på grund av dess högre halt glycerol.